# Reacomodo Río Colorado
Reacomodo Río Colorado är en ort i Mexiko.   Den ligger i kommunen Mexicali och delstaten Baja California, i den nordvästra delen av landet, 2 200 km nordväst om huvudstaden Mexico City. Reacomodo Río Colorado ligger 3 meter över havet och antalet invånare är 605.
Terrängen runt Reacomodo Río Colorado är mycket platt. Runt Reacomodo Río Colorado är det ganska tätbefolkat, med 58 invånare per kvadratkilometer. Närmaste större samhälle är Mexicali, 7,3 km öster om Reacomodo Río Colorado. Omgivningarna runt Reacomodo Río Colorado är i huvudsak ett öppet busklandskap.